# Charles Chauvel

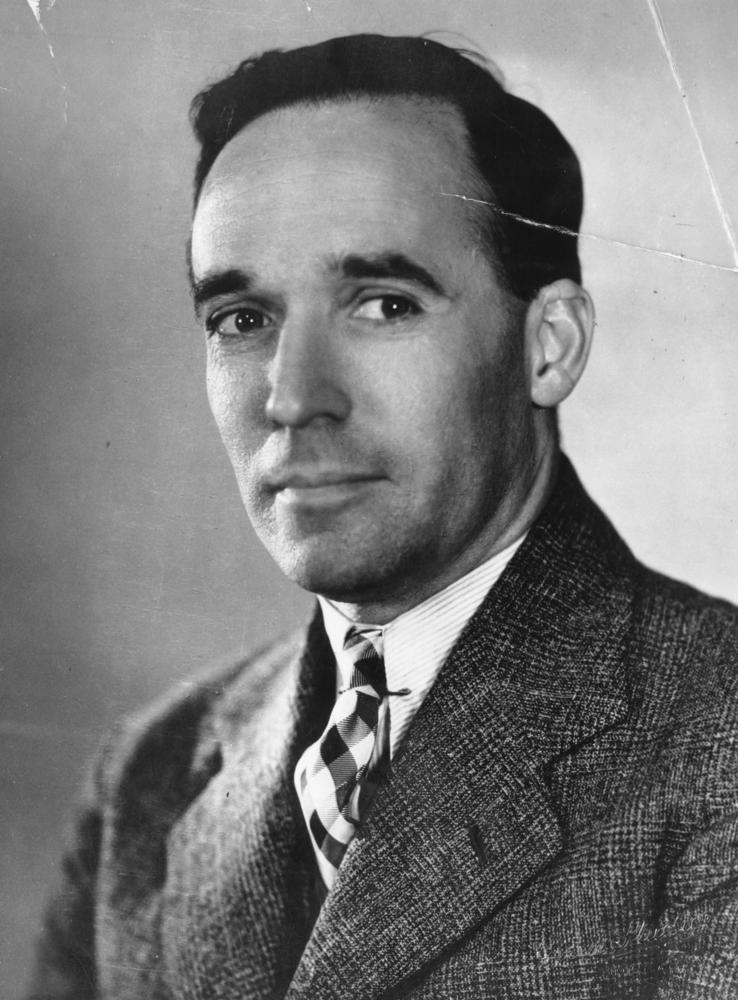
Charles Chauvel, 1936

Charles Edward Chauvel (* 7. Oktober 1897 in Warwick/Queensland; † 11. November 1959 in Sydney/New South Wales) war ein australischer Drehbuchautor, Filmregisseur und -produzent.
Chauvel wuchs als Sohn eines Farmers in South Australia auf. Als sein Vater, der Bruder des Generals Sir Henry Chauvel, während des Ersten Weltkrieges als Mitglied der Australian Light Horse auf dem Sinai und in Palästina eingesetzt war, versorgte er die väterliche Farm. Nach dessen Rückkehr studierte er in Sydney commercial art und besuchte Klassen für Drama. Ab 1920 wirkte er als Produktionsassistent, vorrangig verantwortlich für die Betreuung der Pferde, für Rex "Snowy" Baker und spielte in einigen Filmen kleine Nebenrollen. Er folgte Baker 1922 in die USA, wo er seinen Unterhalt mit Artikeln über Australien und kleinen Jobs in Hollywood bestritt.
1923 kehrte er nach Australien zurück und realisierte dort 1926 seinen ersten Film, The Moth of Moonbi. In seinem zweiten Film Greenhide wirkte die Schauspielerin Elsie Sylvaney mit, die er 1927 heiratete und die an vielen seiner weiteren Filme aus Coautorin unter dem Namen Elsa Chauvel beteiligt war. Bei beiden Filmen war er Manager, Regisseur und Drehbuchautor und organisierte den Vertrieb. Sein Versuch, die Filme 1928 auch in Amerika zu etablieren, scheiterten, da dort bereits der Umbruch zum Tonfilm stattfand.
In Chauvels ersten Tonfilm In the Wake of the Bounty, 1933, hatte Errol Flynn seine erste bedeutende Rolle, bevor er nach Hollywood ging (der Film, ein Mix aus Spiel- und Dokumentarfilm, wurde allerdings in den USA nicht gezeigt, da MGM zu dieser Zeit bereits die eigene Produktion Meuterei auf der Bounty (1935) vorbereitete). 1935 gewann Chauvel die Commonwealth Government's Film Competition mit Heritage, einem Film über die australische Geschichte. In Forty Thousand Horsemen, der Ende 1940 erschien, thematisierte er den Einsatz der Australian Light Horse im Ersten Weltkrieg.
Sons of Matthew (1949) war eine Saga über die Pionierzeit im südlichen Queensland und gilt als Chauvels bedeutendster Film. Mit Jedda drehte er 1955 den ersten australischen Farbfilm. Als letztes entstand für die British Broadcasting Corporation eine Serie von dreizehn halbstündigen Filmen unter dem Titel Walkabout. Während der Arbeit an dem Film Wards of the Outer March nach dem Buch von Kay Glasson Taylor starb Chauvel an einem Herzinfarkt.

## Filmographie
- 1926: Moth of Moonbi
- 1926: Greenhide
- 1933: In the Wake of the Bounty
- 1935: Heritage
- 1936: Uncivilised
- 1936: Rangle River
- 1937: Screen Test
- 1940: Forty Thousand Horsemen
- 1942: Soldiers Without Uniform
- 1942: Power to Win
- 1943: A Mountain Goes to Sea
- 1943: While there is still time
- 1943: Russia Aflame
- 1944: The Rats of Tobruk
- 1949: Rivalen im Urwald (Sons of Matthew)
- 1955: Jedda
- 1959: Walkabout